# Woodside (Queens)

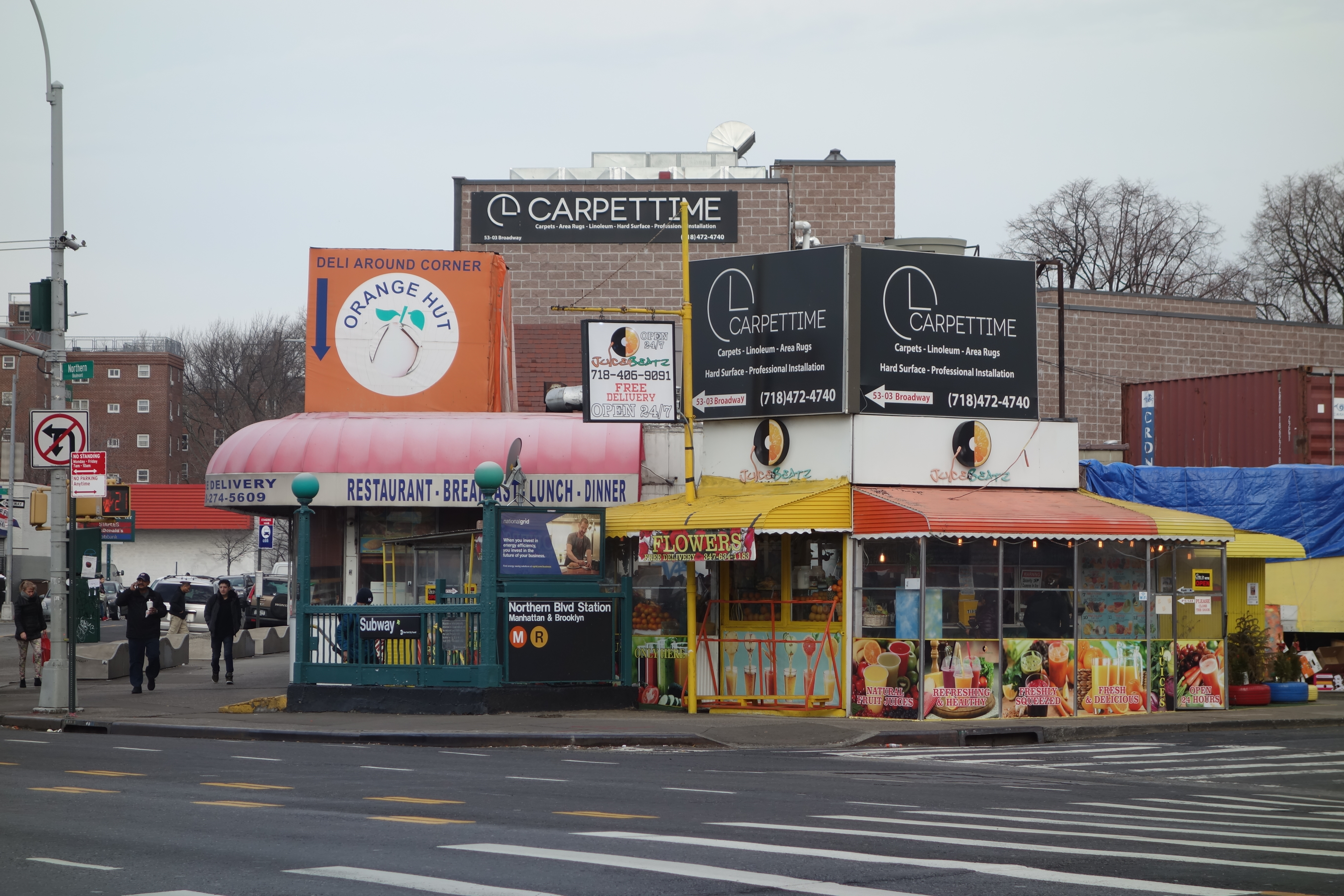
Northern Boulevard

Woodside ist ein Stadtteil im Westen des Stadtbezirks (Borough) Queens in New York City, Vereinigte Staaten. Das Wohnviertel wird überwiegend von Asiaten bewohnt.
Woodside hat laut United States Census von 2020 eine Einwohnerzahl von 81.330. Es ist Teil des Queens Community District 2, hat die Postleitzahl 11377 und gehört zum 108. Bezirk des New Yorker Polizeidepartements. Kommunalpolitisch wird der Stadtteil durch den 22. und 26. Bezirk des New York City Council vertreten.

## Lage

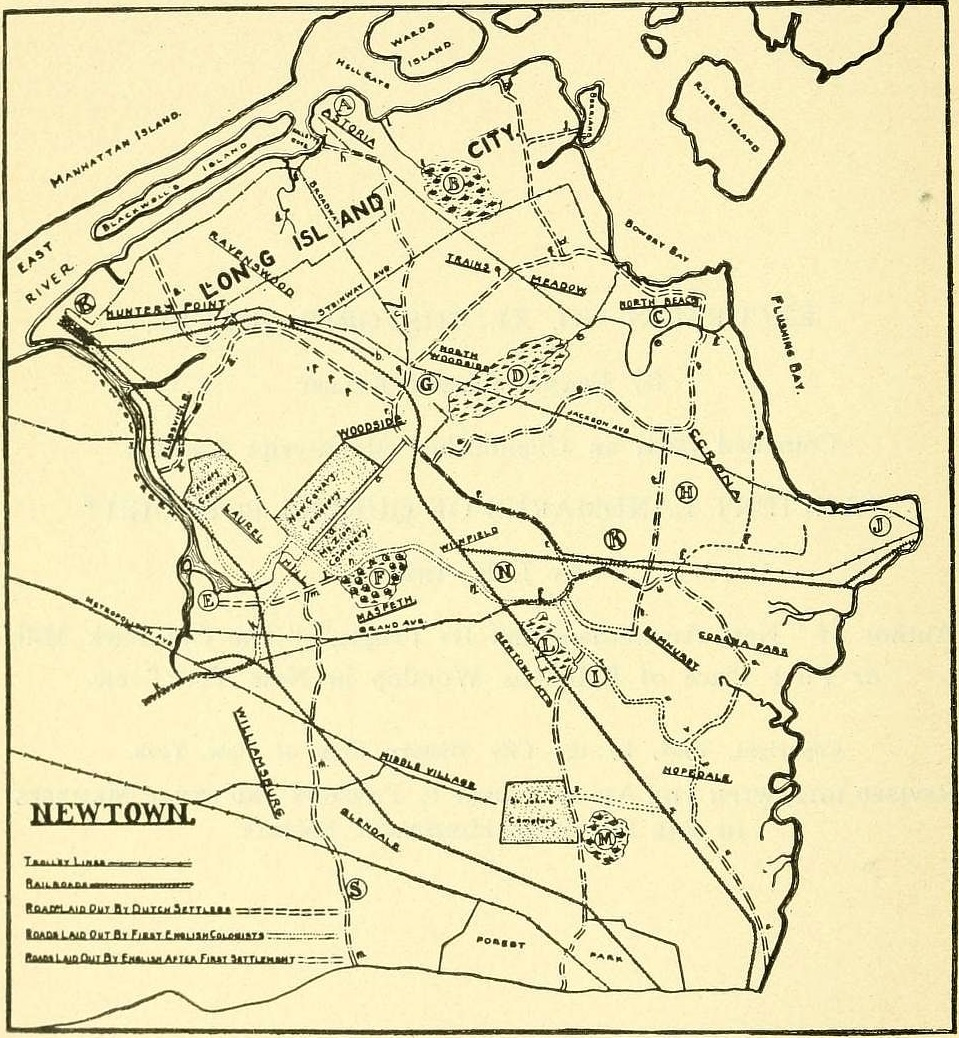
Landkarte 1912 zeigt Gebiet der ehemaligen Stadt Newtown im westlichen Queens County, oberhalb der Mitte ist Woodside eingezeichnet

Woodside liegt im Westen von Queens und nimmt eine Fläche von 5,68 km² ein. Benachbarte Stadtteile sind Astoria im Norden, Jackson Heights und Elmhurst im Osten, Sunnyside im Westen und Maspeth im Süden. Im Norden liegt der Friedhof St. Michael's Cemetery und im Süden der Ostteil des Friedhofs „Calvary Cemetery.“ An der östlichen Stadtteilgrenze verläuft der Brooklyn-Queens Expressway (Interstate 278).

## Geschichte

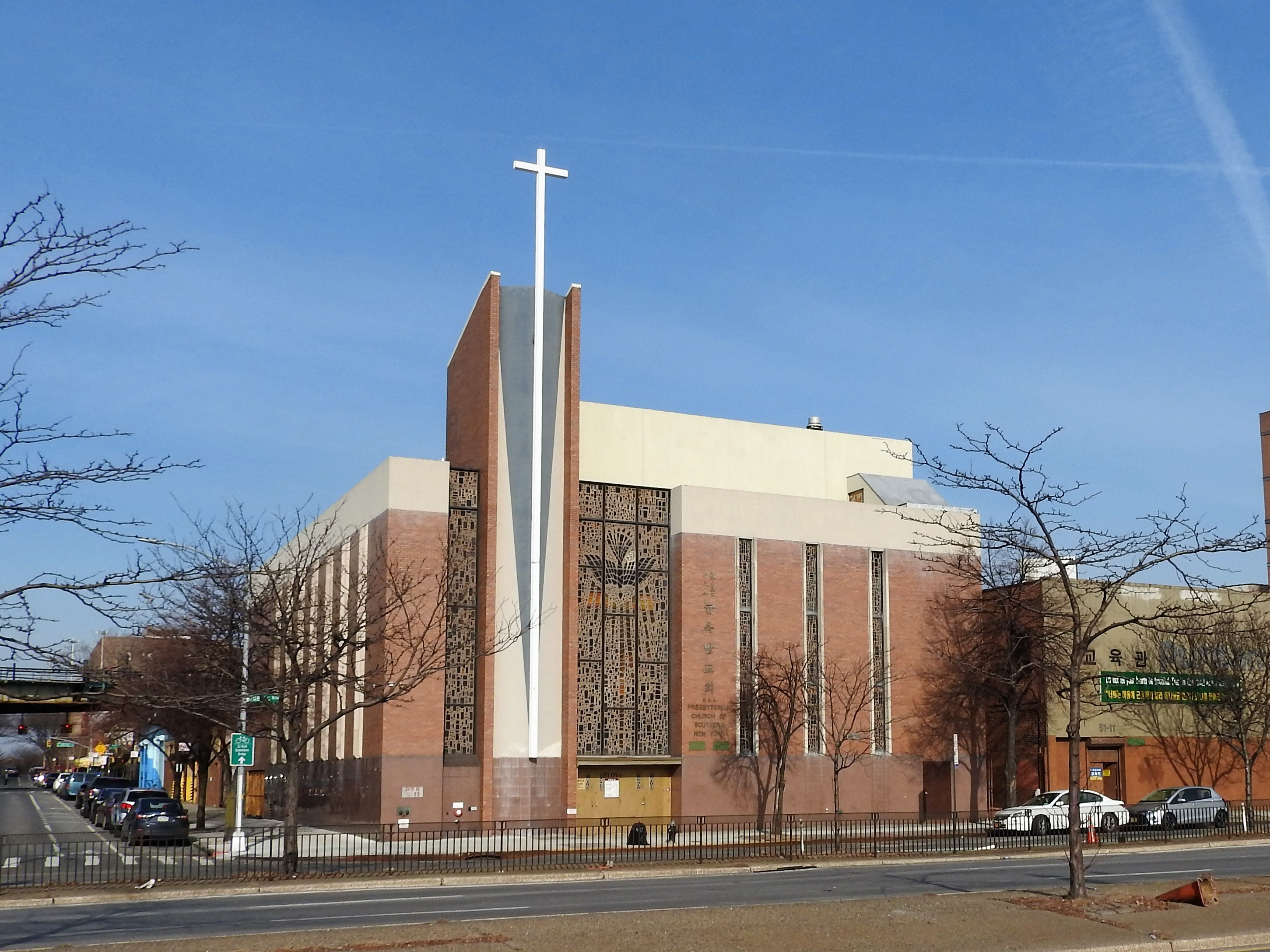
Korean Presbyterian Church

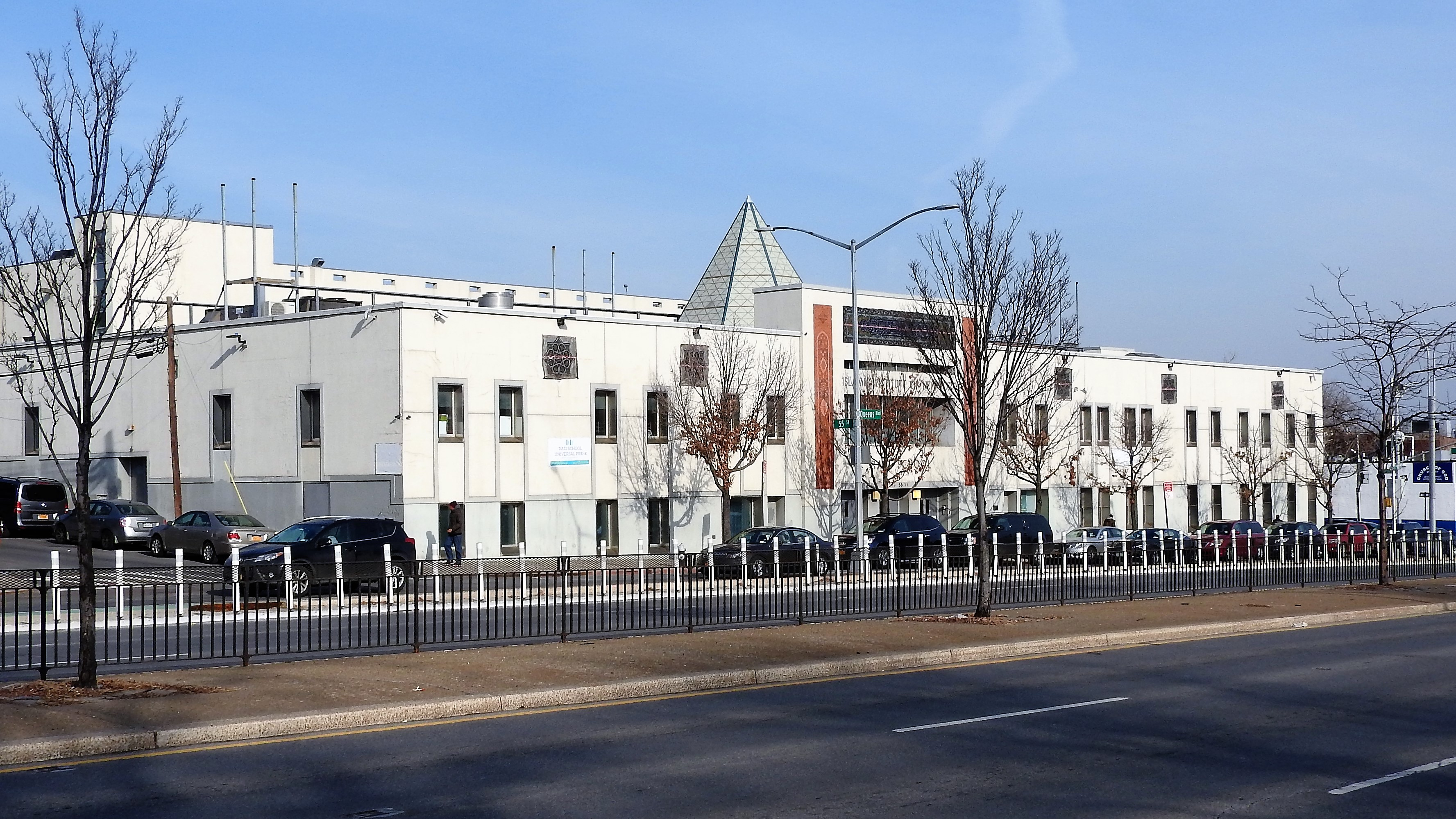
Islamic Institut of New York

Nach der Ankunft von Siedlern aus England und den Niederlanden im 17. Jahrhundert war das Gebiet des heutigen Woodside zunächst nur spärlich besiedelt. Das Land wurde Anfang des 18. Jahrhunderts schließlich von Bauern urbar gemacht. Im 19. Jahrhundert gehörte die Gegend zur Stadt Newtown (heute Elmhurst).
Ab 1867 wurde das Land von den Immobilienentwicklern Benjamin W. Hitchcock und John Andrew Kelly mit einer großflächigen Wohnsiedlung bebaut. Hitchcock hatte das Land nach seinem eigenen Anwesen „Woodside“ in Vermont benannt. Dank seiner Nähe zu Manhattan und der sehr guten Anbindung über die Long Island Rail Road und später der U-Bahn wurde Woodside bald zu einer beliebten Wohngegend und die Bevölkerung wuchs im Laufe des 20. Jahrhunderts rapide an. Das Viertel entwickelte sich dabei zur größten irisch-amerikanischen Gemeinde in Queens, die in den 1930er Jahren etwa 80 % der Bevölkerung stellte. Sie haben heute immer noch eine starke irische Kultur und bilden unter den etwa 8000 Weißen mit etwa 2800 Bewohnern die größte Bevölkerungsgruppe. Sie hält eine eigene jährliche St. Patrick's Day Parade ab.
In den frühen 1990er Jahren zogen viele asiatisch-amerikanische Familien, darunter eine große philippinische Gemeinde, in das Viertel, infolgedessen ist die aktuelle Bevölkerung 43 % asiatisch-amerikanisch (2020). Zahlreiche Südasiaten und Latinos sind in den letzten Jahren ebenfalls nach Woodside gezogen. Der Stadtteil hat in der Gastronomie eine langjährige vielfältige Küche und besitzt viele kulturelle Restaurants und Pubs. Es ist auch die Heimat einiger der beliebtesten thailändischen, philippinischen und südamerikanischen Restaurants in der Stadt New York.

## Demographie
Im Jahr 2020 hatte das United States Census Bureau die statistischen Zählbezirke (Areas und Tracts) neu konfiguriert. Somit sind die vor 2020 erzielten Daten meist nicht mehr mit den ab 2020 erhobenen Daten vergleichbar, des Weiteren sind die Zählbezirke Neighborhood Tabulations Area (NTA) und Census Tracts meist nicht deckungsgleich mit den genannten Stadtteilgrenzen. Da dies auch bei Woodside zutrifft, werden die Census Blocks als kleinste Einheit zur Berechnung verwendet
Laut Volkszählung von 2020 hatte Woodside bei 393 Census Blocks 81.330 Einwohner bei einer Einwohnerdichte von 14.318 Einwohnern pro km². 2020 lebten hier 32.293 (39,7 %) Asiaten, 29.331 (36,1 %) Hispanics, 15.030 (18,5 %) Weiße, 2243 (2,8 %) Afroamerikaner, 819 (1,0 %) aus anderen Ethnien und 1614 (2,0 %) aus zwei oder mehr Ethnien.

## Verkehr

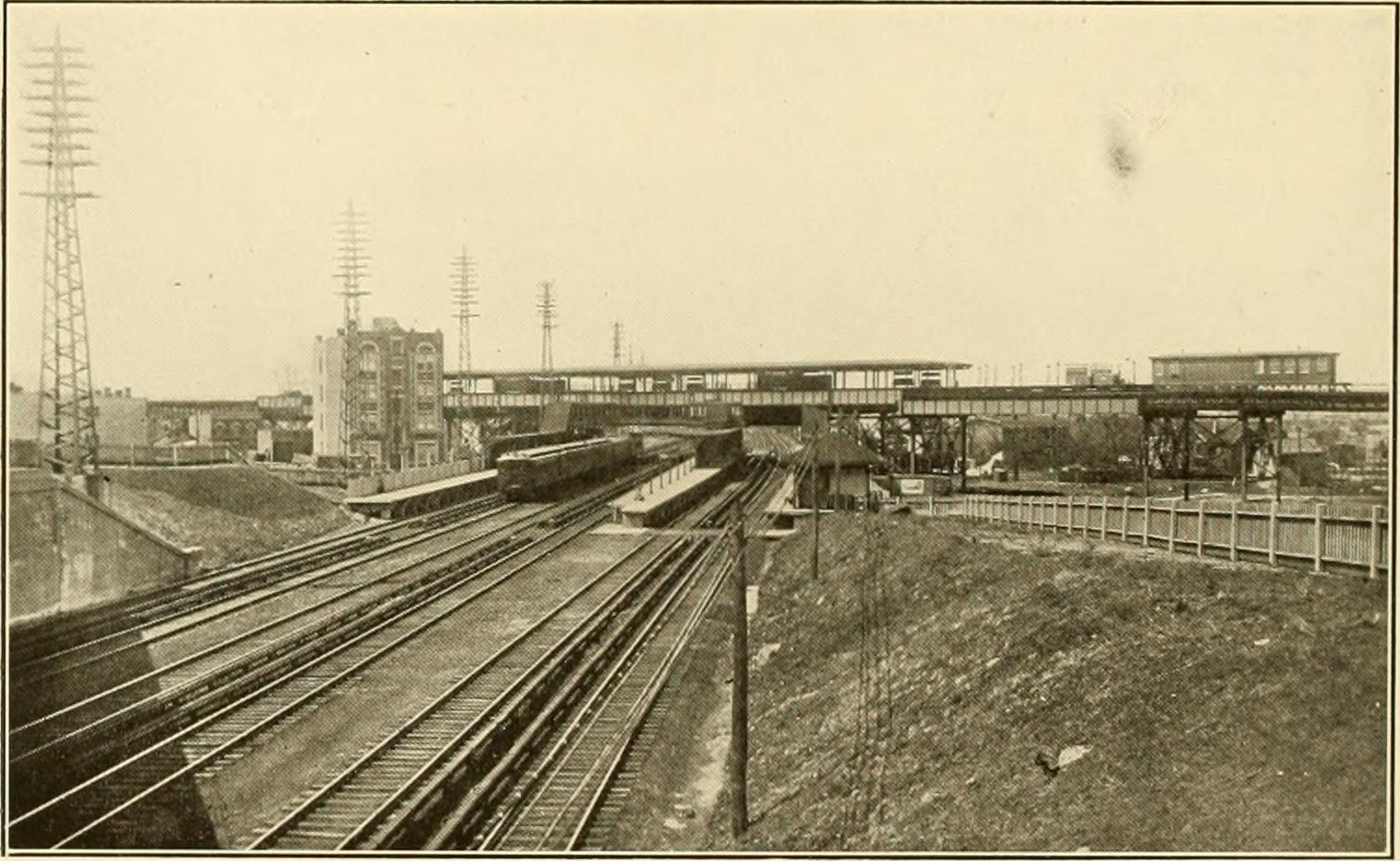
Bahnhof Woodside der Long Island Rail Road, quer darüber U-Bahnhof 61st Street–Woodside (Blick stadteinwärts Ende der 1910er Jahre)

Woodside ist gut an den öffentlichen Nahverkehr angebunden.
Durch den Süden des Stadtteils verläuft als Hochbahn die IRT Flushing Line der New York City Subway mit der Linien , die seit 1917 Queens mit Manhattan verbindet. Sie führt von Flushing (Queens) über die Stationen 69th Street und 61st Street-Woodside in Woodside weiter über Long Island City und das Grand Central Terminal nach Hudson Yards in Manhattan.
Entlang des Broadways und des Northern Boulevards durchquert die unterirdisch angelegte U-Bahn-Strecke IND Queens Boulevard Line Woodside seit 1933 mit den Stationen 65th Street und Northern Boulevard, wo die Linien  verkehren.
Den Bahnhof Woodside gibt es seit 1869, zunächst an Conrad Poppenhusens Flushing and North Side Railroad. Er gehört seit 1876 der Long Island Rail Road, die die Gleise 1915 auf Bahndämme und Viadukte anhob. Über der Straßenkreuzung Roosevelt Avenue/61st Street bildet er einen Turmbahnhofs-Komplex mit der U-Bahn-Station 61st Street-Woodside. Es halten Züge auf zwei verschiedenen Strecken: Der viergleisigen LIRR Main Line und der zweigleisigen LIRR Port Washington Branch.
Busse der MTA Regional Bus Operations verkehren in Woodside auf den Linien Q18, Q32, Q39, Q47, Q53 SBS, Q60 und Q70 SBS. Neben Zielen in Queens fahren einige Busse auch nach Manhattan und zum Flughafen LaGuardia.

## Bekannte Personen
Eine Auswahl von prominenten Personen, die in Woodside lebten und wirkten.
- Charlotte E. Ray, (1850–1911), erste schwarze amerikanische Anwältin in den Vereinigten Staaten
- Morton Feldman (1926–1987), Komponist
- Frank McCourt (1930–2009), Autor, Pulitzer-Prize-Gewinner
- Joe Spinell (1936–1989), Schauspieler
- Evelyn Fox Keller (1936–2023), Philosophin
- Edmar Mednis (1937–2002), Schachspieler und -autor
- Francis Ford Coppola (* 1939), Regisseur, Drehbuchautor, Produzent
- James Caan (1940–2022), Schauspieler
- Thomas J. Pickard (* 1950), Regierungsbeamter, Direktor des FBI (2001)
- Edward Burns (* 1968), Schauspieler